# Minamatasjukan
Minamatasjukan (水俣病 Minamata-byō), som ibland kallas Minamatasyndromet eller Chisso-Minamatasjukan (チッソ 水俣病 Chisso-Minamata-byō), är ett  neurologiskt syndrom, som orsakas av akut kvicksilverförgiftning. Symptomen är ataxi, domningar i händer och fötter, allmän muskelsvaghet, nedsatt syn, nedsatt hörsel och svårigheter att artikulera ord. I extrema fall leder det till psykisk störning, förlamning, koma och död inom några veckor från de första symptomen. En medfödd form av sjukdomen kan överföras till ett foster under graviditeten.
Minamata-byō upptäcktes för första gången i Minamata, en stad i Kumamoto prefektur i Japan, 1956. Det tog tre år innan orsaken hade fastställts i november 1959. Symptomen berodde på utsläpp av metylkvicksilver i avloppsvatten från Chisso Corporation kemiska industri, som hade ägt rum från 1932 och kom att vara till 1968. Denna organiska förening är en mycket giftig kemikalie, som ackumuleras i musslor och kräftdjur. Via fisk som fångats i Minamata Bay och Shiranui havet kommer den in i näringskedjan och orsakar kvicksilverförgiftning hos  lokalbefolkningen. Trots att dödsfallen (inklusive de hos hundar, katter och grisar) fortsatte i mer än 30 år, gjorde regeringen och den kemiska industrin föga för att förhindra miljökatastrofen.
I mars 2001, har cirka 2 265 offer erkänts officiellt (varav 1 784 döda), och fler än 10 000 har fått ersättning från Chisso.  Målen om ersättningskrav har drivits vidare och år 2004 hade Chisso Corporation betalat ut $86 miljoner i kompensation. Samma år blev man beordrad att städa bort sina föroreningar. Den 29 mars 2010 nåddes en förlikning om att kompensera hittills icke bekräftade offer.
År 1965 orsakade en andra miljökatastrof i Niigata prefektur ett utbrott av sjukdomen (som fick namnet Niigata-Minamata-byō). Tillsammans med itai-itaiförgiftningen och Yokkaichiastman, sammanförs de i Japan under beteckningen de fyra stora föroreningskatastroferna (japanska: 四大公害病?, yondai kōgai-byō).